# Parc nacional de Shiretoko
El Parc Nacional de Shiretoko (知床国立公園, Shiretoko KokuritsuKōen) amb 386.33 km² d'extensió, cobreix la major part de la península Shiretoko a l'extrem nord-est de l'illa de Hokkaido, Japó. La paraula Shiretoko vol dir el final de la terra en l'idioma ainu.

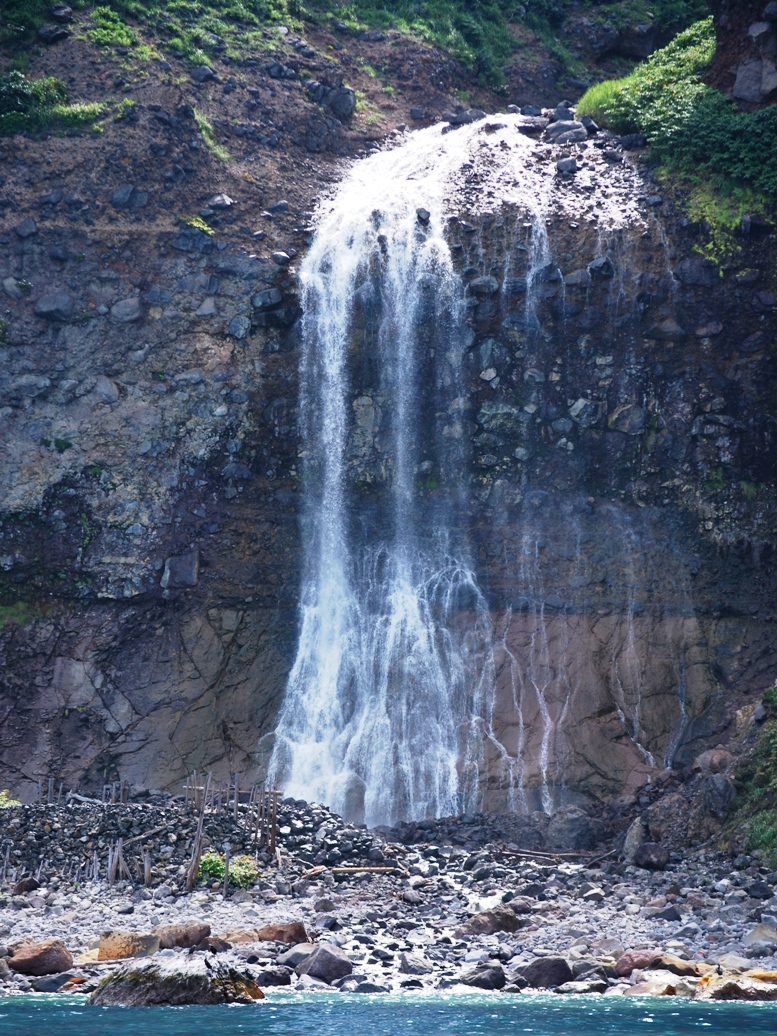
Kamuiwakka-no-taki

És una de les regions més remotes de tot Japó, la major part de la península només és accessible a peu o amb vaixell. El parc és conegut per ser l'hàbitat de l'os bru (Ursus arctos), albergant la major població del Japó. Ofereix, així mateix, les vistes del disputat territori de l'illa Kunashir, ocupat per Rússia, però reclamat per Japó. El parc té la cascada d'aigua calenta anomenada Kamuiwakka-no-taki, que vol dir l'aigua dels déus en ainu.
Els boscos del parc són els boscos mixtestemperats i subalpins; les principals espècies d'arbres inclouen l'avet Sakhalin (Abies sachalinensis), el bedoll d'Erman (Betula ermanii) i el roure mongol (Quercus mongolica). Més enllà del límit dels boscos existeixen matolls impenetrables de pi siberià nan (Pinus pumila).
L'any 2005, la Unesco va designar l'àrea com Patrimoni de la Humanitat, aconsellant la unió amb les illes Kurils de Rússia per crear un Parc Internacional de la Pau.